# Басіліо Ндонг
Басіліо Ндонг (ісп. Basilio Ndong, нар. 17 січня 1999, Мбіні) — футболіст Екваторіальної Гвінеї, захисник норвезького клубу «Старт» (Крістіансанн) і національної збірної Екваторіальної Гвінеї.

## Клубна кар'єра
Народився 17 січня 1999 року в місті Мбіні. Вихованець футбольної школи клубу «Кано Спорт». Дорослу футбольну кар'єру розпочав 2017 року в основній команді того ж клубу, в якій провів один сезон. 
2018 року перебрався до Європи, уклавши контракт з македонським клубом «Шкупі». Відіграв за клуб зі Скоп'є наступні півтора сезони своєї ігрової кар'єри. Більшість часу, проведеного у складі «Шкупі», був основним гравцем захисту команди.
У січні 2020 року перейшов до бельгійського «Вестерло». У новій команді не пробився до основного складу і, провівши у її складі лише чотири гри, у вересні 2021 року був відданий в оренду до норвезького «Старта» (Крістіансанн).

## Виступи за збірну
2016 року дебютував в офіційних матчах у складі національної збірної Екваторіальної Гвінеї.
У складі збірної був учасником Кубка африканських націй 2021 року, що проходив на початку 2022 року в Камеруні.